# Hilary Duff
Hilary Erhard Duff, ameriška gledališka, televizijska in filmska, igralka, pevka, tekstopiska, producentka, modna oblikovalka, govornica, pisateljica, * 28. september 1987, Houston, Teksas, Združene države Amerike. Potem, ko je v svojem otroštvu zaigrala v raznih reklamah in lokalnih gledaliških igrah, je zaslovela z glavno vlogo v Disney Channelovi televizijski seriji Lizzie McGuire. Nato se je pojavila v filmih Lizzie bo popstar (2003), Količinski popust (2004), Pepelkina zgodba (2004) in nadaljevanju filma Količinski popust, Velika družina, veliko smeha (2006).
Hilary Duff je za svoj debitantski glasbeni album, naslovljen kot Metamorphosis, prejela trikratno platinasto certifikacijo za uspešno prodajo v Združenih državah Amerike. Tudi njena naslednja dva albuma, Hilary Duff in Most Wanted, sta prejela platinasto certifikacijo. Njen četrti glasbeni album, Dignity (2007), je prejel zlato certifikacijo, preko njega pa je izšel njen do leta 2011 najuspešnejši singl, »With Love«. Njeno prvo kompilacijo z največjimi uspešnicami, Best of Hilary Duff, so izdali pozno leta 2008. Hilary Duff je po svetu prodala 13 milijonov izvodov singlov in albumov. Revija Billboard ji je dodelila devetinšestdeseto mesto na svojem seznamu najbolje prodajanih glasbenikov 2000. let.
Hilary Duff je oblikovala dve liniji oblačil, Stuff by Hilary Duff in Femme for DKNY Jeans, ter podpisala pogodbo s podjetjem IMG Models. Z Elizabeth Arden je oblikovala dve dišavi. Poleg tega je napisala mladinsko knjigo Elixir in producirala filme Vse za denar (2006), Greta (2009) ter Beauty & the Briefcase.

## Življenje in kariera

### 1987–1999: Zgodnje življenje in začetki kariere
Hilary Erhard Duff se je rodila v Houstonu, Teksas, Združene države Amerike, kot hči Susan Colleen (roj. Cobb), gospodinje, in Roberta Erharda »Boba« Duffa, partnerja manjših supermarketov. Ima nemške korenine; trije od njenih pra-prastaršev so se v Združene države Amerike preselili iz Nemčije. Hilary Duff ima starejšo sestro, Haylie, prav tako igralko in pevko. Njena mama jo je skupaj s Haylie v otroštvu vpisovala v razne igralske tečaje in obe dekleti sta sodelovali pri raznih lokalnih gledaliških igrah. Ko sta bili stari šest in osem let, sta sodelovali pri igri Hrestač gledališča BalletMet Columbus v San Antoniu. Sestri sta se tako pričeli zanimati za poklicno igranje. Njuna mama se je z njima preselila v Kalifornijo, njun oče pa je ostal v Houstonu ter nadaljeval s svojim poslom. Ker se je že tako zgodaj pričela poklicno ukvarjati z igranjem, so Hilary Duff šolali doma. Sestri sta več let hodili na razne avdicije in dobivali vloge v televizijskih reklamah.
Na začetku svoje igralske kariere je Hilary Duff večinoma igrala manjše vloge. Leta 1997 se je pojavila v Hallmarkovi miniseriji True Women. Naslednjega leta je bila statistka v dramediji Srčne igre. Njena prva pomembnejša vloga je bila vloga mlade čarovnice Wendy v filmu Casper sreča Wendy. Kakorkoli že, film s strani kritikov ni prejel pozitivnih ocen. Leta 1999 je zaigrala stransko vlogo v televizijskem filmu The Soul Collector, ki je temeljil na romanu Kathleen Kane. Za svoj nastop v filmu je prejela nagrado Young Artist Award v kategoriji za najboljši nastop v televizijskem filmu ali pilotu (mlada stranska igralka).

### 2000–2003:Lizzie McGuire,Agent Cody BanksinMetamorphosis
»Spomnim se, da sem po prvem dnevu snemanja svoji ženi rekel: 'Ta deklica bo postala filmska zvezda.' Bila je zelo zadovoljna sama s sabo in samozavestna v svoji koži.«

Michael Chiklis, soigralec Hilary Duff iz televizijske serije Daddio
Marca 2000 je zaigrala bolnega otroka v televizijski seriji Bolnišnica upanja. Hilary Duff je širšemu občinstvu postala bolj znana leta 2000, ko je dobila vlogo enega izmed otrok v prvi epizodi NBC-jeve televizijske serije Daddio poleg Michaela Chiklisa. Še preden je serija izšla, so jo zamenjali in sama ni želela več igrati. Kljub temu sta jo njen menedžer in njena mama spodbujala, da je še naprej hodila na avdicije. Teden dni kasneje je dobila glavno vlogo v otroški televizijski seriji, Lizzie McGuire. Serija je govorila o prehajanju glavne junakinje v adolescenco.
Prva epizoda serije Lizzie McGuire je izšla 12. januarja 2001 na Disney Channelu in takoj prejela pozitivne ocene s strani občinstva. Eno epizodo serije si je v povprečju ogledalo 2,3 milijona ljudi. Zaradi njenega sodelovanja pri seriji je Hilary Duff postala precej popularna pri otrocih med sedmim in štirinajstim letom. Richard Huff, novinar revije Daily News, jo je označil za »različico Annette Funicello iz leta 2002«. Potem, ko je posnela petinšestdeset epizod in izpolnila vse obveznosti, vpisane v pogodbi, je Disney Channel nameraval posneti še nekaj epizod in filmov. Kakorkoli že, tega nazadnje niso naredili, saj so predstavniki Britney Spears trdili, da ni dovolj plačana. Vseeno pa je še vedno sodelovala z Disney Channelom; leta 2002 je posnela film Kadetka Kelly, ki je postal najbolj gledano delo v 19-letni zgodovini kanala. V filmu je zaigrala nagajivo dekle, ki se mora spoprijeti s pravili stroge vojaške šole.
Leta 2001 je Hilary Duff pričela hoditi z Aaronom Carterjem. Spoznala sta se na snemanju serije Lizzie McGuire, kjer je gostoval v božični epizodi. Razmerje je trajalo dve leti. Mediji so poročali, da jo je Aaron Carter pustil zaradi Lindsay Lohan, vendar sta se z njo kmalu razšla in ponovno je pričel hoditi s Hilary Duff. Kasneje je Aaron Carter priznal tudi, da je Hilary Duff varal z njeno najboljšo prijateljico in ji tako »zlomil srce«, vendar da »obžaluje« svoja dejanja. Hilary Duff je ob razpadu razmerja dejala: »Bil je moj prvi pravi fant in bila sva zelo zaljubljena, a stara sva bila, koliko, štirinajst let? Komu mar?!«
Prva vloga Hilary Duff je leta 2002 svoj prvi film, izdan v kinematografih. Film Human Nature se je premierno predvajal na filmskih festivalih Cannes in Sundance. V filmu je upodobila mlajšo verzijo naravoslovke, ki jo je zaigrala Patricia Arquette. Istega leta je posnela lastno verzijo pesmi Brooke McClymont, »I Can't Wait« za soundtrack serije Lizzie McGuire in pesem »The Tiki Tiki Tiki Room« za prvo kompilacijo DisneyMania. Izdala je tudi svoj prvi glasbeni album, Santa Claus Lane. Album je bil zbirka božičnih pesmi, ki vključuje tudi duete z njeno sestro Haylie, Lil' Romeom in Christino Milian. Preko albuma so izdali en singl, »Tell Me a Story (About the Night Before)«, album pa je zasedel stoštiriinpetdeseto mesto na lestvici Billboard 200 in nato prejel zlato certifikacijo za dobro prodajo v Združenih državah Amerike.
Leta 2003 je Hilary Duff dobila prvo pomembnejšo vlogo v filmu, ki je izšel tudi v kinematografih, saj je poleg Frankieja Muniza zaigrala v filmu Agent Cody Banks. Film je s strani kritikov prejel v glavnem pozitivne ocene in bil celo tako uspešen, da so posneli nadaljevanje, pri katerem pa Hilary Duff ni sodelovala. Tistega leta je Hilary Duff zaigrala Lizzie McGuire tudi v filmu Lizzie bo popstar. Film je prejel mešane ocene s strani kritikov, saj naj bi bil »samo velikanska promocija podobe Hilary Duff, tako kot je bil film Več kot dekle za Britney Spears«. Kasneje istega leta je zaigrala enega izmed dvanajstih otrok Stevea Martina in Bonnie Hunt v filmu Količinski popust, ki do danes ostaja njen najuspešnejši film.
Drugi glasbeni album Britney Spears, Metamorphosis (2003), je zasedel prvo mesto na ameriški in kanadski glasbeni lestvici ter do januarja 2007 prodal 3,7 milijonov kopij izvodov. Glavni singl z albuma, »So Yesterday«, ki ga je napisala skupina The Matrix, je postal svetovna uspešnica; drugi singl z albuma, »Come Clean«, pa so izbrali za tematsko pesem filma Laguna Beach: The Real Orange County. Tretji singl z albuma, »Little Voice«, ni izšel v Združenih državah Amerike, vendar je postal avstralska uspešnica. Leta 2003 je Hilary Duff odšla na svojo prvo turnejo Metamorphosis Tour, kasneje pa še na turnejo Most Wanted Tour. Večina koncertov obeh turnej je bilo razprodanih. Istega leta se je pojavila v epizodi televizijske serije George Lopez, kjer je zaigrala prodajalko ličil in poleg svoje sestre Haylie zaigrala v epizodi televizijske serije Ameriški sen.

### 2004–2006:Hilary Duff,Pepelkina zgodbainMost Wanted
Hilary Duff je leta 2004 pričela hoditi s pevcem glasbene skupine Good Charlotte, Joelom Maddenom. Potem, ko so mediji že dolgo govorili o njunem razmerju, je mama Hilary Duff, Susan, junija 2005 v intervjuju z revijo Seventeen končno potrdila razmerje. Hilary Duff in Joel Madden sta se razšla novembra 2006. Istega leta so starši Hilary Duff po dvaindvajsetih letih zakona vložili zahtevo za ločitev. Bolečino, ki jo je čutila ob razhodu in ločitvi, je opisala v pesmih »Stranger« in »Gypsy Woman«.
Drugi glasbeni album Hilary Duff, Hilary Duff, za katerega je napisala več pesmi kot za svoj debitatski album. Izšel je septembra 2004, ob njenem sedemnajstem glasbenem albumu, ter debitiral na drugem ameriške in prvem mestu kanadske glasbene lestvice. Album je v Združenih državah Amerike prodal 1,5 milijonov izvodov v osmih mesecih, preko njega pa je izšel samo en singl, naslovljen »Fly«.
Leta 2004 je Hilary Duff zaigrala v komičnem filmu Pepelkina zgodba. Čeprav so kritiki filmu dodelili večinoma negativne ocene je film postal moderatna uspešnica in tudi kritiki so bili navdušeni nad njenim nastopom. Kasneje tistega leta je izdala svoj prvi dramski film, Raise Your Voice. Čeprav so kritiki hvalili, ker je končno zaigrala v resnejšem in bolj odraslem filmu, ni zaslužil veliko ali prejel hvale s strani kritikov. Mnogi kritiki so bili ravnodušni nad njenim igranjem in so kritizirali njeno petje, saj naj bi njene vokale digitalno predelali. Istega leta je bila nominirana za zlato malino v kategoriji za »najslabšo igralko« za svoje nastope v filmih Pepelkina zgodba in Raise Your Voice.
Hilary Duff je marca 2004 preko trgovin Target v Združenih državah Amerike, Kmart v Avstraliji, Zellers v Kanadi in Edgars Stores v Južni Afriki izdala svojo prvo modno linijo, imenovano Stuff by Hilary Duff. Na začetku so jo izdali kot linijo oblačil, vendar so nazadnje izdali še pohištvo, nakit in dišave za najstnike.
Leta 2005 je Hilary Duff zaigrala Kenzie, feministično pesnico, Carmenino (Masiela Lusha) prijateljico, v epizodi televizijske serije George Lopez ter glavno vlogo v manj pomembnem filmu Joan of Arcadia. Zaigrala je tudi v nadaljevanju filma Količinski popust, Velika družina, veliko smeha, ki pa ni bil tako uspešen kot prvi film in so ga kritiki v glavnem kritizirali. Leta 2005 je zaigrala tudi v filmu Popoln moški, kjer je zaigrala starejšo hčerko ločene ženske (Heather Locklear). Za svoja nastopa v filmih Velika družina, veliko smeha in Popoln moški je bila ponovno nominirana za zlato malino v kategoriji za »najslabšo igralko«. Kasneje tistega leta je skupaj s svojo sestro zaigrala v animirani komediji Foodfight! podjetja Lions Gate Entertainment. Režiser filma, Larry Kasanoff, je dejal, da je bil »popolnoma navdušen nad dejstvom, da bom sodeloval s sestrama Duff«. Kljub temu filma niso nikoli izdali.
Leta 2006 je skupaj s svojo sestro Haylie Duff in Anjelico Huston zaigrala glavno vlogo v filmu Vse za denar, ki ga je tudi producirala. Za soundtrack filma sta sestri posneli duet, lastno različico Madonnine pesmi »Material Girl«, ki jo je produciral Timbaland. Za svoja nastopa v filmu sta bili obe nominirani za zlato malino.
Tretji glasbeni album Hilary Duff, Most Wanted (2005), so sestavljale pesmi z njenih prejšnjih albumov, remixe in tri nove pesmi. Prvo od novih pesmi z albuma, »Wake Up«, je napisal njen takratni fant Joel Madden skupaj s svojim bratom Benjijem, članom skupine Good Charlotte. Druga, »Beat of My Heart«, je bila precej uspešna v Avstraliji, kjer je na državni glasbeni lestvici zasedla trinajsto mesto. Tudi to sta napisala Joel in Benji Madden, v sodelovanju s Hilary Duff in Jasonom »Jay E-jem« Eppersonom. Tretjo pesem, »Break My Heart«, pa je napisala Hilary Duff v sodelovanju s skupino Dead Executives, ki je pesem tudi producirala. Album Most Wanted je debitiral na prvem mestu lestvice Billboard 200 in tako postal njen tretji album, ki je debitiral na prvem mestu kanadske glasbene lestvice. Že v prvem tednu od izida je album prodal 200.000 kopij izvodov. V sklopu promocije albuma je Hilary Duff nastopila na turneji Still Most Wanted Tour. Turneja se je pričela julija 2005, aprila 2006 pa je nastopila tudi na koncertih v Združenem kraljestvu. Med nastopi v sklopu turneje v Guadalajari, Mehika, je posnela epizodo televizijske serije Rebelde. Njena naslednja kompilacija, 4Ever, je izšla leta 2006, in sicer samo v Italiji.
Septembra 2006 je Hilary Duff izdala svojo prvo dišavo, imenovano »With Love... Hilary Duff«, ki jo je oblikovalo podjetje Elizabeth Arden. V Združenih državah Amerike so parfum prodajali samo v nakupovalnem centru Macy's, kmalu zatem pa so ga izdali še v Kanadi in na Japonskem. Parfum »With Love...Hilary Duff« je postal eden izmed treh najbolje prodajanih ameriških dišav leta 2006.

### 2007–2009:Dignity, neodvisne filmske vloge inBest of Hilary Duff
Hilary Duff je leta 2007 zaigrala v prvi epizodi tretje sezone serije The Andy Milonakis Show. Aprila 2008 so ji ponudili glavno vlogo Annie Mills v novi različici v devetdesetih popularne televizijske serije Beverly Hills, 90210, a jo je zavrnila, saj je želela igrati v delih, ki niso namenjena najstnikom.
Hilary Duff je sodelovala pri pisanju vseh pesmi, izdanih na njenem četrtem glasbenem albumu, Dignity. Pri pisanju pesmi je največkrat sodelovala s Karo DioGuardi, album pa so producirali Kara DioGuardi, Rhett Lawrence, duet Tim & Bob in Richard Vission. Hilary Duff je dejala, da je album v primerjavi z njenimi prejšnjimi glasbenimi deli bolj »plesen« in da je pri njem večji poudarek na uporabi pravih inštrumentov. O albumu je dejala: »Ne vem natančno, kako naj razložim, kako smo vse skupaj ustvarili, a delo je zabavno in nagajivo in drugačno, nekaj novega zame. Je zelo dobro.« Kasneje je spregovorila še o pisanju pesmi za album:
[V albumu] sem jaz. Nikoli še nisem ustvarila nečesa temu podobnega. Seveda sem izbirala pesmi, ki so jih objavili na albumu, a morala sem sesti in premisliti: »Kaj se je zgodilo včeraj? Kaj se je zgodilo danes?« in potem to opisati v pesmi. Na nek način je bila to dobra terapija. In bilo je lahko - naravnost šokirana sem bila nad tem, kako lahko je iskreno pisati o sebi in stvareh, ki vplivajo nate. To je plesno delo, a želela sem si, da bi bilo tudi resno. Želela sem govoriti o resnih stvareh, a na ne tako resen način, z glasbo, ob kateri lahko plešeš.
Oktobra leta 2006 je v Bolgariji pričela snemati film z Johnom Cusackom, naslovljen War, Inc., ki se je premierno predvajal aprila 2008 na filmskem festivalu Tribeca. Film so v kinematografih v Los Angelesu in Manhattanu, New York, izdali 23. maja 2008. Film je s strani kritikov prejel v glavnem negativne ocene, so pa hvalili nastop Hilary Duff, ki je v filmu zaigrala Yonico Babyyeah, pop zvezdnico iz osrednje Azije. Tudi finančno film ni požel velikega uspeha.
7. septembra 2008 je Hilary Duff za revijo MuchOnDemand oznanila, da načrtuje snemanje dveh neodvisnih filmov, Greta in What Goes Up. Junija 2008 se je pridružila igralski zasedbi poljske komedije Stay Cool. Poleg nje so igralsko zasedbo sestavljali tudi Winona Ryder, Mark Polish, Sean Astin, Chevy Chase in Jon Cryer. Film je izšel leta 2009.
Novembra 2008 je Hilary Duff izdala svojo drugo kompilacijo z največjimi uspešnicami, Best of Hilary Duff. Prvi singl z albuma, »Reach Out«, vključuje elemente pesmi glasbene skupine Depeche Mode, »Personal Jesus«, je izšel mesec dni pred izidom kompilacije. Pesem je postala tretja pesem Hilary Duff, ki je zasedla prvo mesto na lestvici Billboard Dance Songs. Po izidu kompilacije je po šestih letih sodelovanja prekinila pogodbo z založbo Hollywood Records in MTV je oznanil, da bo decembra 2008 pričela snemati nov album. Kakorkoli že, album zaenkrat še ni izšel.
Februarja 2009 je Hilary Duff oznanila, da bo izdala novo linijo oblačil, nastalo v sodelovanju s podjetjem DKNY Jeans. S podjetjem DKNY Jeans je sodelovala pri ustvarjanju njihove kolekcije Femme for DKNY Jeans. Linija oblačil je avgusta 2009 debitirala v dragih trgovinah in tam ostala le za določen čas.
Hilary Duff je aprila 2009 zaigrala v epizodah televizijskih serij Šepetalka duhov in Zakon in red: Enota za posebne primere. Julija 2009 je začela igrati stransko vlogo v seriji Opravljivka. Zaigrala je Olivio Burke, filmsko zvezdnico, ki se vpiše na univerzo v New Yorku, da bi izkusila tradicionalno izkušnjo šolanja na kolidžu. Naslednjega leta je bila nominirana za nagrado Teen Choice Award v kategoriji za »najboljšo žensko kradljivko prizorov« za svojo vlogo Olivie Burke.
Septembra 2009 je Hilary Duff izdala linijo oblačil v sodelovanju s podjetjem DKNY Jeans, imenovano Femme for DKNY. Oblikovala je obleke za ženske svoje starosti.

### 2010–danes: Najstniški romani, zakon in materinstvo
19. februarja 2010 sta Hilary Duff in hokejist Mike Comrie, ki sta takrat hodila tri leta, oznanila zaroko. Par se je poročil 14. avgusta 2010 v Santa Barbari, Kalifornija.
Ločila sta se februarja 2016.
Hilary Duff je zaigrala v romantični komediji Gila Jungerja, naslovljeni kot Beauty and the Briefcase, ki je temeljila na knjigi Danielle Brodsky Diary of a Working Girl. Film se je premierno predvajal 18. aprila 2010 na kanalu ABC Family. V filmu je zaigrala kolumnistko modne revije, ki piše o svojih težavah pri zmenkih v mestu.
Založba Simon & Schuster je 12. oktobra 2010 izdala knjigo Elixir, prvi roman Hilary Duff. Roman Elixir je prva knjiga v seriji romanov, ki jih bo Hilary Duff še napisala. Knjiga, namenjena najstnikom, je od izida izšla tudi drugod po svetu in se uvrstila na seznam najbolje prodajanih knjig The New York Timesa. Nadaljevanje knjige, naslovljeno Devoted, je izšlo 11. oktobra 2011. V letu 2012 Hilary Duff namerava izdati knjigo o tem, kako se otroci soočajo z ločitvijo svojih staršev.
Novembra 2010 se je Hilary Duff pojavila v epizodi komične televizijske serije Community; zaigrala je vlogo Meghan, glavne v skupini zlobnih navijačic. Maja 2011 je zaigrala v filmu Bloodworth, filmski upodobitvi romana Provinces of Night Williama Gayja, kjer je zaigrala Raven Halfacre, najstniško hčer promiskuitetne, z alkoholom zasvojene matere. Avgusta 2011 so objavili, da bo zaigrala v neodvisnem filmu She Wants Me Roba Margoliesa, v katerem bo zaigrala mlado Hollywoodsko igralko Kim Powers. 14. avgusta 2011, ob prvi obletnici od poroke, sta Mike Comrie in Hilary Duff preko njene uradne spletne strani oznanila, da pričakujeta svojega prvega otroka. 20. marca 2012 je Hilary Duff rodila dečka z imenom Luca Cruz Comrie.
Oktobra 2011 je Hilary Duff v intervjuju s spletno stranjo E! Online dejala, da razmišlja o začetku snemanja novega albuma. Januarja 2012 je preko svoje uradne spletne strani in Twitterja potrdila, da je pričela s snemanjem.

## Dobrodelnost
Hilary Duff sodeluje z več dobrodelnimi organizacijami, največkrat s tistimi, ki se zavzemajo za pravice živali ter pravice otrok. Je članica organizacije Kids with a Cause. Donirala je 250.000 $ za pomoč žrtvam orkana Katrina. Leta 2005 je donirala več kot 2,5 milijona $ za plačevanje obrokov žrtvam orkana Katrina na jugu. Avgusta 2006 je odpotovala na neko osnovno šolo v New Orleansu in delala s podjetjem USA Harvest za pomoč pri pripravljanju obrokov. Sodelovala je tudi s Skladom za pomoč otrokom Audrey Hepburn in organizacijo Kids with a Cause. 8. oktobra 2008 je postala govornica kampanje »Pomisli, preden spregovoriš« organizacij Ad Council in GLSEN, s katero so želeli otroke prepričati, naj nehajo uporabljati homoseksualcem žaljive fraze, kot je: »To je pa tako gejevsko.« Julija 2009 so jo imenovali za mladinsko ambasadorko otrok v glavnem mestu Kolumbije, Bogoti. Kot mladinska ambasadorka bo pet dni preživela z otroki v državi in se trudila zbrati denar za hrano pomoči potrebnim otrok.
Hilary Duff je večkrat dejala, da zelo podpira pravice živali in ko so jo vprašali, kaj bi počela v življenju, če ne bi bila igralka, je odgovorila: »Ko sem bila mlajša, sem si vedno želela postati veterinarka, potem pa sem ugotovila, da živali pri veterinarjih pravzaprav umirajo, zato to ni primerna služba zame. Ampak zagotovo bi počela nekaj z živalmi ali otroci.«

## Javna podoba
Hilary Duff sama je o svoji podobi v medijih dejala: »Vsak teden v revijah prebiram reči o sebi, o stvareh, ki jih nisem naredila ali mestih, ki jih nisem obiskala ali za katera sploh nisem vedela. Vse skupaj so samo govorice.«
Junija 2006 naj bi v intervjuju z revijo Elle takrat osemnajstletna Hilary Duff dejala: »[nedolžnost] je zagotovo nekaj, kar mi je pri meni zelo všeč. To ne pomeni, da nisem pomislila na seks, a to samo zato, ker to počnejo vsi in si ne želiš odstopati od drugih.« Hilary Duff je kasneje MuchMusicu povedala, da tega v intervjuju ni dejala in da ta tema »zagotovo ni nekaj, o čemer bi govorila ...« Ta citat je ponovno zanikala leta 2008 v intervjuju z revijo Maxim.
Hilary Duff se je uvrstila na razne sezname najprivlačnejših žensk na svetu. Leta 2007 je zasedla triindvajseto, leta 2008 petindvajseto, leta 2011 pa štirideseto mesto seznama »100 privlačnih« ameriške revije Maxim. Dvakrat se je uvrstila tudi na seznam »100 najprivlačnejših žensk na svetu« britanske revije FHM; leta 2006 na oseminpetdeseto, leta 2008 pa na osmo mesto. Revija Rolling Stone jo je leta 2003 imenovala za »najstnico leta«.

## Filmografija
| Naslov                       | Leto | Vloga                            | Opombe |
| ---------------------------- | ---- | -------------------------------- | --- |
| True Woman                   | 1997 | Extra                            | Direct-to-video release Uncredited role |
| Casper sreča Wendy           | 1998 | Wendy                            | Izid na DVD-ju |
| Srčne igre                   | 1998 | Statistka                        | |
| The Soul Collector           | 1999 | Ellie                            | Televizijski film Young Artist Award za najboljši nastop v televizijskem filmu ali pilotu - Najboljša mlada igralka |
| Human Nature                 | 2001 | Mlada Lila Jute                  | |
| Kadetka Kelly                | 2002 | Kelly                            | Disney Channelov film |
| Agent Cody Banks             | 2003 | Natalie Connors                  | |
| Lizzie bo popstar            | 2003 | Lizzie McGuire / Isabella Parigi | Teen Choice Award za izbiro filmske prebojne zvezde - Ženska Teen Choice Award za izbiro filmske igralke - Komedija |
| Količinski popust            | 2003 | Lorraine Baker                   | Young Artist Award za najboljši nastop v filmu - Igralska zasedba Nominirana — Teen Choice Award za izbiro filmskega zardevanja |
| Pepelkina zgodba             | 2004 | Sam Montgomery                   | Teen Choice Award za izbiro filmskega zardevanja Nominirana — Teen Choice Award za izbiro filmske igralke - Komedija Nominirana — Teen Choice Award za najboljšo filmsko kemijo (skupaj s Chadom Michaelom Murrayjem) Nominirana — Teen Choice Award za izbiro najboljšega poljuba (skupaj s Chadom Michaelom Murrayjem) Nominirana — Teen Choice Award za najboljši ljubezenski prizor (skupaj s Chadom Michaelom Murrayjem) |
| Raise Your Voice             | 2004 | Teresa »Terri« Fletcher          | |
| Iskanje božička              | 2004 | Princesa Crystal                 | Glasovna vloga Televizijski film |
| Popoln moški                 | 2005 | Holly Hamilton                   | Nominirana — Teen Choice Award za izbiro filmske igralke - Komedija |
| Dear Santa                   | 2005 | Ona                              | Televizijski film |
| Velika družina, veliko smeha | 2005 | Lorraine Baker                   | Nominirana — Teen Choice Award za izbiro filmske igralke - Komedija |
| Vse za denar                 | 2006 | Tanzie Marchetta                 | Tudi producentka |
| War, Inc.                    | 2008 | Yonica Babyyeah                  | |
| What Goes Up                 | 2009 | Lucy Diamond                     | Premiera na 3. filmskem festivalu Buffalo Niagara |
| The Chase                    | 2009 | Morgan                           | Triminutna serija |
| Greta                        | 2009 | Greta                            | Izšel kot Surviving Summer v Veliki Britaniji in kot According to Greta v Združenih državah Amerike Tudi producentka |
| Beauty & the Briefcase       | 2010 | Lane Daniels                     | Tudi producentka |
| Stay Cool                    | 2010 | Shasta O'Niel                    | Premiera na filmskem festivalu Tribeca |
| Bloodworth                   | 2011 | Raven Halfacre                   | Premiera na mednarodnem filmskem festivalu v Santa Barbari leta 2010 |
| She Wants Me                 | 2012 | Kim Powers                       | Post-produkcija |

| Naslov                                 | Leto      | Vloga              | Opombe |
| -------------------------------------- | --------- | ------------------ | --- |
| Bolnišnica upanja                      | 2000      | Jessie Seldon      | »Cold Hearts« (sezona 6, epizoda 17) |
| Lizzie McGuire                         | 2001–2004 | Lizzie McGuire     | Glavna vloga (65 epizod) |
| Star Search                            | 2003      | Ona                | Gostovalna sodnica Epizoda 26. februarja 2003 Epizoda 2. marca 2003 |
| George Lopez                           | 2003–2005 | Stephanie / Kenzie | »Team Leader« (sezona 2, epizoda 22) »George's Grand Slam« (sezona 4, epizoda 19) |
| Island Birthday Bash                   | 2003      | Ona                | Televizijska specijalka Poznano tudi kot Hilary Duff's Island Birthday Bash |
| Ameriški sen                           | 2003      | Shangri-Las        | »Change a Comin« (sezona 2, epizoda 8) |
| Jingleball Rock                        | 2003      | Ona                | Televizijska specijalka |
| Frasier                                | 2004      | Britney            | »Frasier-Lite« (sezona 11, epizoda 12) |
| Disney 411                             | 2004      | Ona                | »Disneymania 2« (sezona 1, epizoda 2) »Hilary Duff Interview« (epizoda 16. septembra 2004) »Hilary Duff« (epizoda 28. septembra 2004) |
| Joan of Arcadia                        | 2005      | Dylan Samuels      | »The Rise & Fall of Joan Girardi« (sezona 2, epizoda 14) |
| Hilary Duff: This Is Now               | 2007      | Ona                | Dvodelni dokumentarni film za MTV |
| The Andy Milonakis Show                | 2007      | Ona                | »Andy Moves to LA« (sezona 3, epizoda 1) |
| Šepetalka duhov                        | 2009      | Morgan Jeffries    | »Thrilled to Death« (sezona 4, epizoda 19) |
| Zakon in red: Enota za posebne primere | 2009      | Ashlee Walker      | »Selfish« (sezona 10, epizoda 19) |
| Opravljivka                            | 2009      | Olivia Burke       | Teen Choice Awards za najboljšo žensko kradljivko prizorov »Dan de Fleurette« (sezona 3, epizoda 4) »Enough About Eve« (sezona 3, epizoda 6) »How to Succeed in Bassness« (sezona 3, epizoda 7) »The Grandfather: Part II« (sezona 3, epizoda 8) »They Shoot Humphreys, Don't They?« (sezona 3, epizoda 9) »The Last Days of Disco Stick« (sezona 3, epizoda 10) |
| Community                              | 2010      | Meghan             | »Aerodynamics of Gender« (sezona 2, epizoda 7) |

## Diskografija
- Santa Claus Lane (2002)
- Metamorphosis (2003)
- Hilary Duff (2004)
- Dignity (2007)